# Extended Industry Standard Architecture

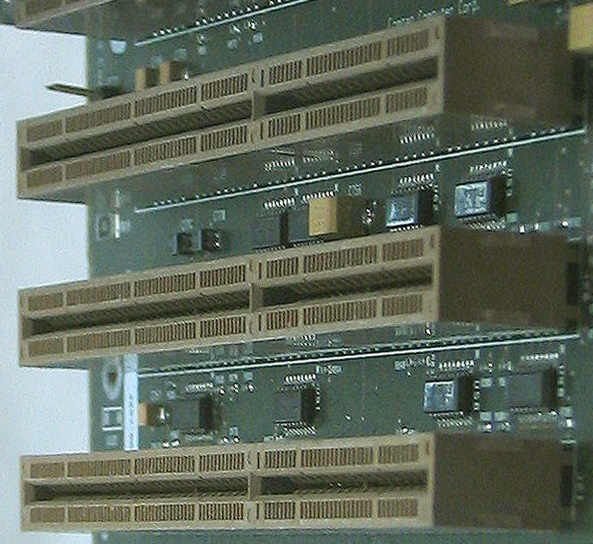
Tre slot EISA

L'Extended Industry Standard Architecture, in sigla EISA, è un bus parallelo per computer destinato al collegamento, attraverso appositi slot, di generiche schede d'espansione (schede video, schede audio, schede di rete, ecc.) di norma installate internamente al computer.
Usato sui personal computer IBM e sugli IBM compatibili a partire dal 1988, l'EISA è la prima evoluzione dello standard ISA. Rispetto all'ISA, l'EISA offre una larghezza di bus maggiore, viene infatti portata da 16 a 32 bit, e permette a più di una CPU di usarlo in contemporanea.
L'EISA è stato usato principalmente come interfaccia per schede SCSI e fu abbandonato con l'arrivo del VESA Local Bus e del successivo PCI.